# 高梁市議会
高梁市議会（たかはししぎかい）は、岡山県高梁市に設置されている地方議会である。

## 概要
- 定数：16人[2]
- 任期：2028年10月23日まで
- 議長：伊藤泰樹（無所属）（2024年10月30日[3] - ）
- 副議長：倉野嗣雄（無所属）（2024年10月30日 - ）
正副議長の任期は申し合わせで2年[3]。

## 会派
（2024年10月24日現在）
- 無所属（16人）

## 党派
- 公明党（1人）
- 日本共産党（1人）
- 無所属（14人）

## 委員会
（2024年11月1日現在）
- 常任委員会
  - 総務産業委員会（8人）
  - 市民文教委員会（8人）
- 議会運営委員会（6人）
- 議会広報公聴特別委員会（8人）

## 議員報酬
- 月額[6]
  - 議長：月額 425,000円
  - 副議長：月額 357,000円
  - 議員：月額 342,000円
- 期末手当：6月1日及び12月1日（基準日）[7]

## 議会だより
- 高梁市議会だより（年4回）発行：高梁市議会　編集：議会広報公聴特別委員会

## 議会定数
| 投票日                          | 定数 | 立候補者 |
| ------------------------------- | ---- | -------- |
| 2004年10月24日                  | 26   | 32       |
| 2008年9月28日                   | 22   | 29       |
| 2012年9月30日                   | 20   | 22       |
| 2016年9月25日                   | 18   | 20       |
| 2020年9月20日告示 2020年9月27日 | 18   | 18       |
| 2024年9月29日                   | 16   | 18       |

## 歴代議長
- 沖嶋博
- 宮田公人
- 石田芳生
- 伊藤泰樹

## 沿革
- 1954年5月1日 - 上房郡の1町3村（高梁町・川面村・巨瀬村・津川村）と川上郡の5村（宇治村・落合村、高倉村・玉川村・松原村）の1町8村が新設合併し、高梁市が発足。
- 2004年10月1日 - 高梁市・上房郡有漢町・川上郡成羽町・川上町・備中町の1市4町が新設合併し、改めて高梁市が発足。
- 2022年11月21日 - 市議会は、議員定数を現行の18（欠員1）から2減の16とする条例改正案を賛成多数で可決した[2]。任期満了（2024年10月23日）に伴って見込まれる次期改選から適用する[2]。